# Oleh Senzow

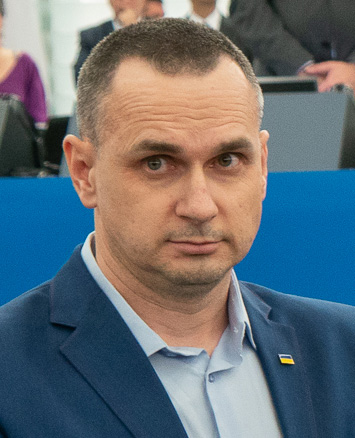
Oleh Senzow (2019)

Oleh Hennadijowytsch Senzow (ukrainisch Олег Геннадійович Сенцов; * 13. Juli 1976 in Simferopol) ist ein ukrainischer Filmregisseur und ehemaliger politischer Häftling in Russland.

## Leben

### Filmkarriere
Senzow wurde in Simferopol auf der Halbinsel Krim geboren. Er studierte Ökonomie an der Nationalen Wadym-Hetman-Wirtschaftsuniversität in Kiew. Sein erster Kurzfilm A Perfect Day for Bananafish erschien 2008 und im darauffolgenden Jahr wurde Senzows zweiter Kurzfilm Das Horn von einem Stier veröffentlicht. Mit seinem ersten Spielfilm Gamer über einen Videospiel-Wettbewerb debütierte er auf dem Internationalen Filmfestival in Rotterdam (IFFR) im Jahr 2012. Der Film stieß auf viel Beachtung und Lob und sicherte Senzow die Finanzierung für seine nächste Filmproduktion Rhino.
Die Arbeit an seinem geplanten Spielfilm Rhino unterbrach er im November 2013 für sein Engagement in der Euromaidan-Protestbewegung. Senzow war ein Aktivist der sogenannten AutoMaidan-Bewegung und lieferte Lebensmittel und Vorräte an Soldaten der von russischen Einheiten blockierten ukrainischen Krim-Basen. Er ist ein Gegner der russischen Annexion der Krim und sieht sie als illegitim. Auch die russische Militärpräsenz im Donezbecken lehnt er ab.

### Festnahme und Prozess

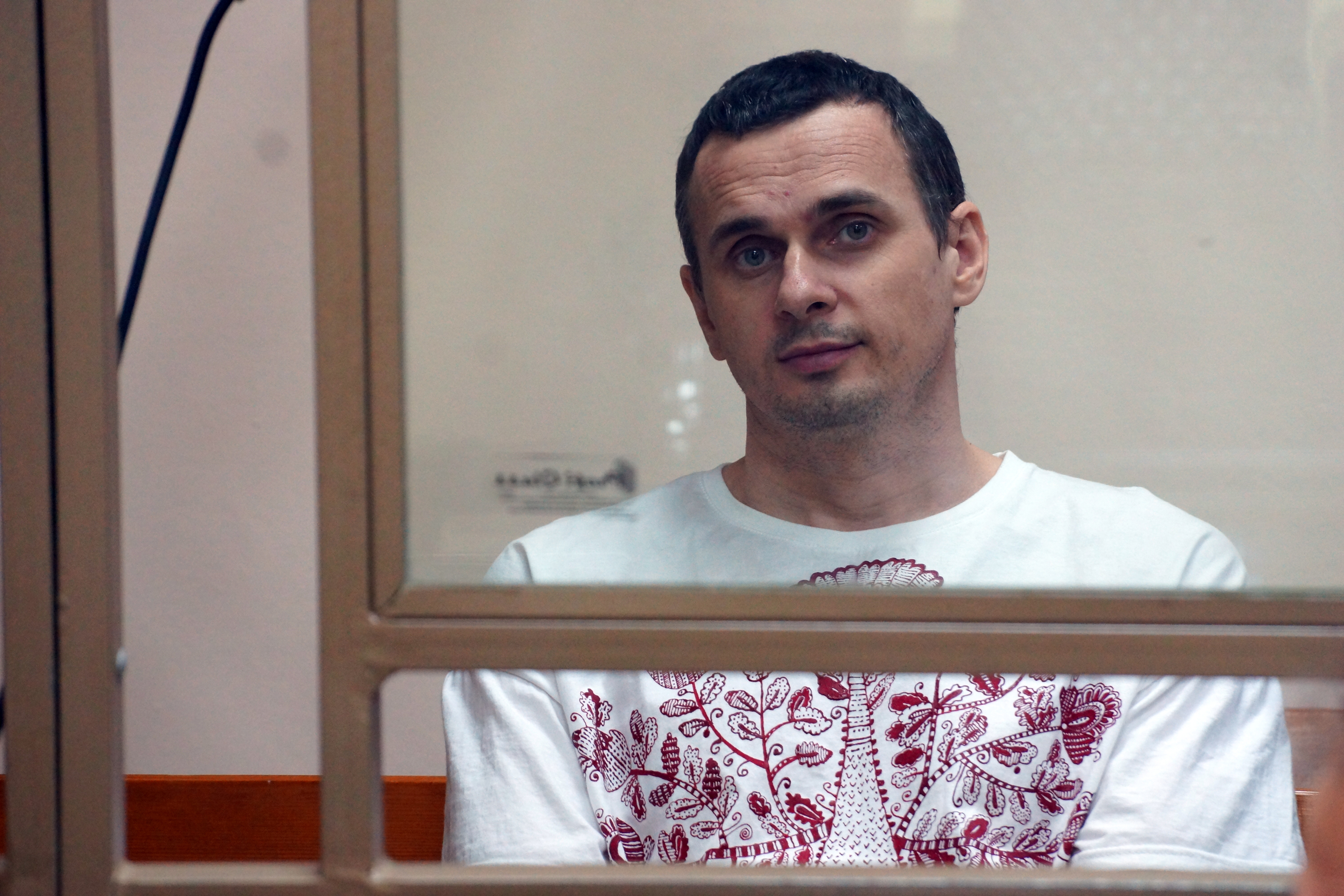
Senzow während des Gerichtsverfahrens

Am 11. Mai 2014 wurde Senzow auf der Krim zusammen mit dem Aktivisten Oleksandr Koltschenko, dem Fotografen Gennadij Afanasjew und dem Historiker Oleksij Tschirnij wegen des Verdachts der Planung terroristischer Handlungen verhaftet und nach Moskau überstellt. Ihnen wurde vorgeworfen, Terroranschläge auf öffentliche Denkmäler vorbereitet zu haben. Zum anderen wurde ihnen unterstellt, Mitglieder der rechtsextremen paramilitärischen Organisation Rechter Sektor zu sein. Dies bestritten Senzow und Koltschenko und ihre Anwälte stets.
Nach der Untersuchungshaft im Lefortowo-Gefängnis in Moskau wurde Senzow im August 2015 zu 20 Jahren Straflager wegen Terrorismus verurteilt, der mitangeklagte Koltschenko zu zehn Jahren Haft. Am 6. Februar 2016 wurde bekannt, dass Senzow nach Irkutsk verlegt würde, um seine Strafe anzutreten. Seine Strafkolonie IK-8 (Weißer Bär) liegt in Charp bei Labytnangi am Polarkreis. Koltschenko wurde nach Tscheljabinsk überstellt.
Die Anklagen gegen Senzow und Koltschenko basierten in erster Linie auf den Aussagen der mitangeklagten Afanasjew und Tschirnij, die unmittelbar nach der Festnahme mit den Ermittlern zu kooperieren begannen. Nach Angabe von Menschenrechtsorganisationen stammten die Aussagen gar nur von einem der beiden, und der Betreffende habe zugegeben, die Aussage unter Folter gemacht zu haben. Das Untersuchungsmaterial des FSB war für Außenstehende nicht zugänglich, weil von den Anwälten eine Geheimhaltungsvereinbarung unterschrieben wurde. Laut Dmitry Dinze gibt es keine weiteren Beweise für die Beteiligung Senzows an einer terroristischen Vereinigung, weder Abhöraufnahmen noch irgendein Material aufgrund operativer Suchaktivitäten. Aus dem Gerichtsprozess ist zudem bekannt, dass bei Senzows Festnahme und Durchsuchung weder Sprengstoff noch Waffen gefunden wurden.
Senzow bestritt alle Anklagepunkte und nannte den Fall politisch und konstruiert, die WOZ nannte ihn einen „abstrusen Schauprozess“, während in einem Gastkommentar in der NZZ vom gleichen Tag die Rede davon war, dass ein solches Urteil vor allem eine Botschaft an diejenigen sei, die sich gegen die Besetzung der Krim wehren wollten: Es solle zeigen, dass Urteile in keinem Zusammenhang mit der Anklage stehen müssten und dass Beweise ebenfalls nicht erforderlich seien, da solche Urteile einzig zeigen sollten, wie schnell man in einem Straflager landet.
Während des Prozesses berichtete Senzow von Versuchen, während der Verhöre die Beweise mit Folter zu erzwingen: Dafür wurde er mit Händen, Füßen und Schlagstock geschlagen, mit einem Paket gewürgt und sogar mit Vergewaltigung bedroht. Der zweite Angeklagte, der linke Aktivist Oleksandr Koltschenko, berichtete ebenfalls über die während der Ermittlungen angewandte Folter. Der Zeuge der Anklage, Gennadij Afanasjew, widerrief während des Prozesses seine Aussage und erzählte, dass er seine früheren Zeugenaussagen unter Zwang abgegeben hätte.
Senzow war zum Zeitpunkt der Haft alleinerziehender Vater zweier Kinder. Nicht einmal zum Wohle seines autistischen Sohns habe er Putin um Gnade ersucht, erklärte seine Cousine Natalia Kaplan; Senzow sei sehr prinzipientreu.

### Proteste gegen die Inhaftierung

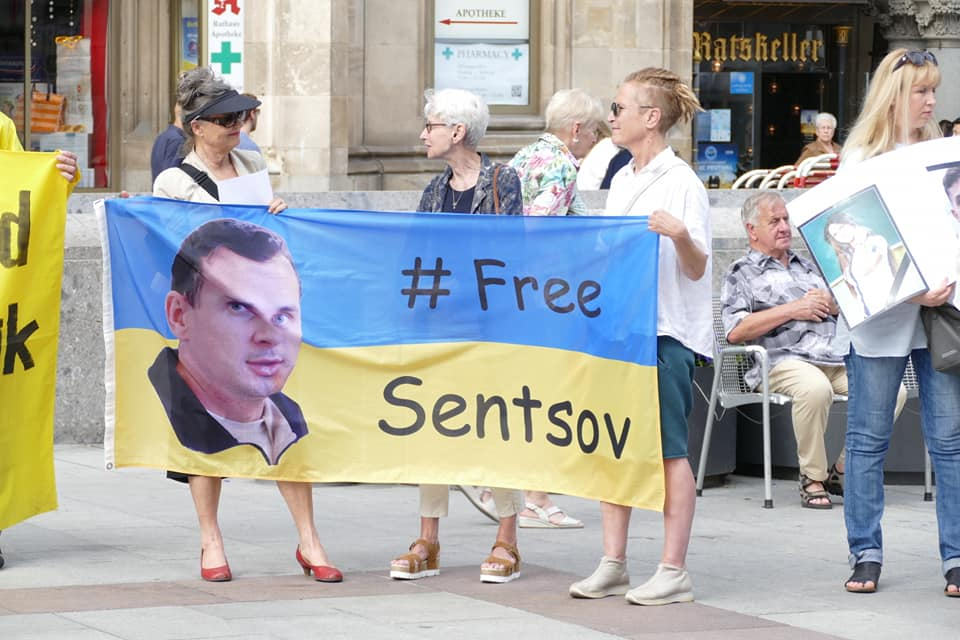
Kundgebung für die Freilassung Senzows in München

Die Europäische Filmakademie (EFA) forderte in einer Erklärung vom 19. Mai 2014 die Freilassung Senzows, ebenso die Geschäftsführerin des Medienboards Berlin-Brandenburg, Kirsten Niehuus. Senzows in Berlin lebender Kollege Sergei Loznitsa äußerte sich laut Tagesspiegel zu den Gründen der Verhaftung: „Oleg Sentsov hat aktiv an den Protesten teilgenommen, nur deshalb wird er jetzt verfolgt.“
In einem Aufruf vom 30. Mai 2014 machte Amnesty International auf den Fall aufmerksam. In einem Schreiben europäischer Regisseure vom 10. Juni 2014 an den russischen Präsidenten Wladimir Putin setzten sich u. a. Agnieszka Holland, Ken Loach, Mike Leigh und Pedro Almodóvar für Senzows Freilassung ein.
Am 26. Juni 2014 appellierte der russische Präsidialrat für Menschenrechte an den stellvertretenden Generalstaatsanwalt Wiktor Grin, die Umstände der Verhaftung Senzows und seines Mitstreiters, des ukrainischen Ökologen Oleksandr Koltschenko, zu untersuchen und neu zu bewerten. Ungeachtet der Proteste erklärte der zuständige Richter am 7. Juli 2014, die Untersuchungshaft Senzows bis zum 11. Oktober 2014 zu verlängern. Ukrainischen Behörden wurde der Kontakt zu Senzow nicht gestattet, weil Senzow mit der Eingliederung der Krim in die Russische Föderation die Staatsbürgerschaft der Ukraine verloren habe.
Am 30. September 2014 richtete Klaus Staeck, der Präsident der Akademie der Künste in Berlin, im Namen der 400 Akademiemitglieder einen Appell an den russischen Botschafter, den Generalstaatsanwalt und an den Leiter des russischen Geheimdienstes FSB, die willkürliche Inhaftierung Senzows aufzuheben.
In einer Resolution vom Juli 2015 forderte die Parlamentarische Versammlung der Organisation für Sicherheit und Zusammenarbeit in Europa die Russische Föderation zur Freilassung Oleh Senzows auf und bezeichnete die Inhaftierung als illegal.
Die Berlinale wie auch das Film-Festival in Cannes führten 2017 Solidaritätsaktionen durch.
Bei einer Pressekonferenz mit Emmanuel Macron im Mai 2018 wurde Präsident Putin auf den Fall Senzow angesprochen. Er nannte die russische Justiz „unabhängig“ und Senzow sei von ihr eingesperrt wegen „Terrorismus“. Zwei Monate vor Beginn der Fußballweltmeisterschaft 2018 begann Senzow einen Hungerstreik. Weltweit fanden in 78 Städten Aktionen statt, um auf den Fall aufmerksam zu machen.
Senzows Mutter reichte gegen Ende der Fußball-Weltmeisterschaft 2018 ein Gnadengesuch beim Kreml ein. Lech Wałęsa nominierte ihn für den Friedensnobelpreis und die Fraktion der Europäischen Volkspartei nominierte ihn für den Sacharow-Preis 2018.
Der Europäische Gerichtshof für Menschenrechte (EGMR) hat die russische Regierung dazu aufgefordert, Senzow (aus Protest gegen seine Haft und die Inhaftierung weiterer Ukrainer seit über zwei Monaten im Hungerstreik) medizinisch zu versorgen. Der EGMR verhängte eine einstweilige Maßnahme; dies ist möglich, wenn Beschwerdeführern unwiderruflicher Schaden droht. Da Russland Mitgliedstaat des Europarates ist, ist die russische Regierung verpflichtet, die Maßnahme umzusetzen.
Soja Swetowa besuchte Senzow am 17. August und nannte den Gesundheitszustand „vorkritisch“, mit einer Gefahr des Versagens von Organen.
Der Gesundheitszustand Senzows verschlechterte sich bis zum 12. September, weswegen sich Senzow entschlossen hatte, ein Testament zu verfassen, da er „nicht an ein gutes Ende glaube“. Am Nachmittag des 5. Oktobers gab er bekannt, seinen Hungerstreik ab dem 6. Oktober einzustellen.

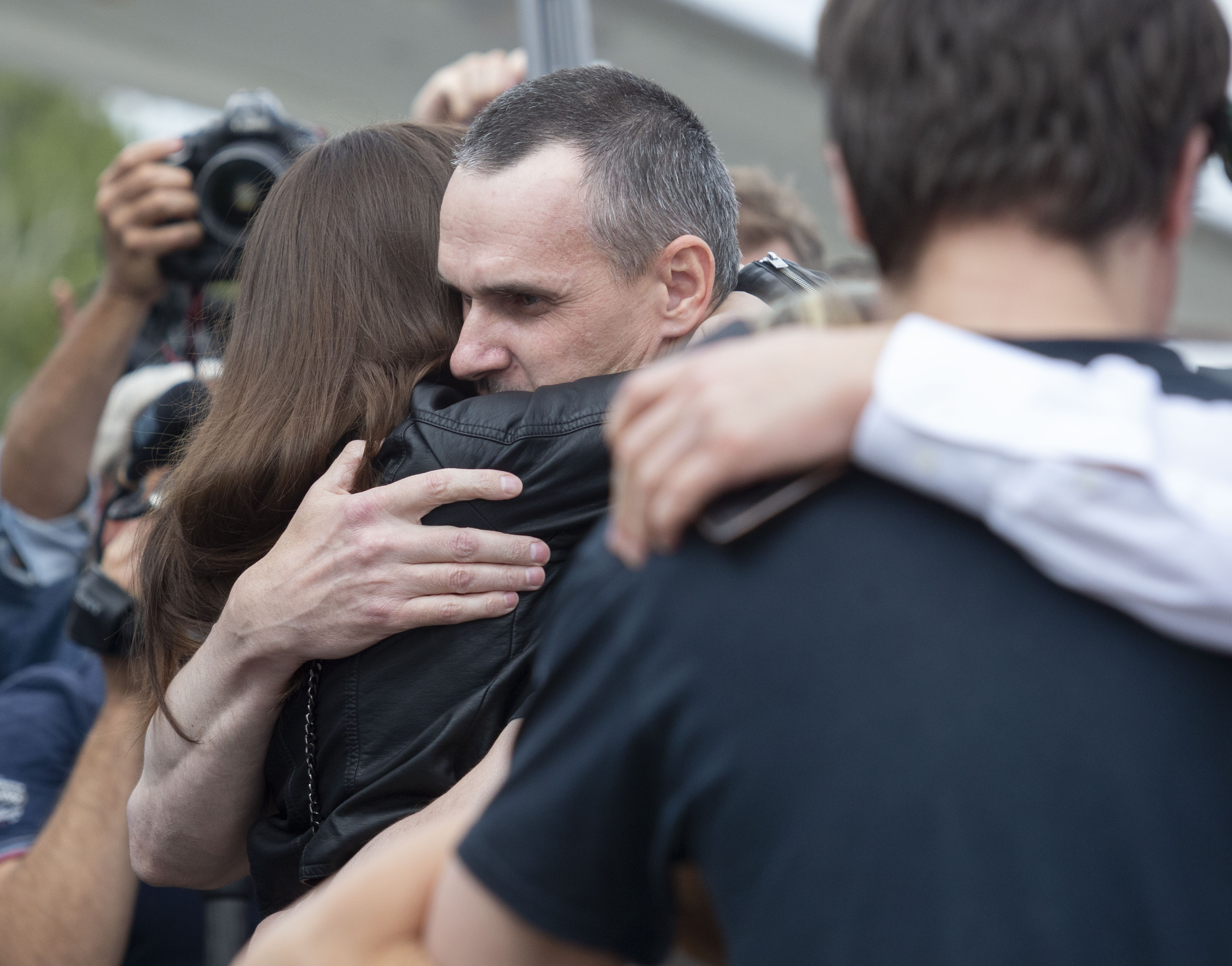
Rückkehr Senzows in die Ukraine

Im November 2018 nahm die Generalversammlung der Vereinten Nationen eine Resolution an, die für die sofortige Freilassung der ukrainischen Bürger Oleh Senzow, Wolodymyr Baluch und Emir-Ussejin Kuku plädiert.
Im Rahmen eines Gefangenenaustauschs zwischen Russland und der Ukraine wurde Oleh Senzow am 7. September 2019 freigelassen und kehrte in die Ukraine zurück. Der russische Schriftsteller Wiktor Jerofejew erklärte, der neue ukrainische Präsident Wolodymyr Selenskyj habe für die Durchsetzung des Gefangenenaustauschs den Friedensnobelpreis verdient, da er dabei dem „Wert des menschlichen Lebens“ Vorrang gegenüber „politischen Spielen“ gegeben habe.

### Nach der Freilassung
Bei den Internationalen Filmfestspielen Berlin 2020 wurde Senzows Film Nomera („Die Zahlen“) gezeigt. Der Film wurde produziert, als Senzow noch im Gefängnis saß. Er korrespondierte dazu regelmäßig mit dem Regisseur Achtem Seitablajew. Nach seiner Freilassung stellte er den vor der Gefangenschaft begonnenen Film Rhino fertig, der im September 2021 bei den Internationalen Filmfestspielen von Venedig gezeigt wurde.
Nach dem russischen Überfall auf die Ukraine schloss sich Senzow im Februar 2022 den territorialen Verteidigungseinheiten der ukrainischen Streitkräfte an. Zunächst wurde er bei der Abwehr der russischen Angriffe auf Kiew in der Umgebung der Hauptstadt eingesetzt und befand sich zuletzt bei Iwankiw nordwestlich von Kiew. Im Mai hielt er sich an der Front im südlichen Donbass auf und führte Spezialoperationen in der so genannten „grauen Zone“ durch, dem ungeklärten Gebiet zwischen den Stellungen in einiger Entfernung von der vordersten Kampflinie. Seine Basis befand sich ungefähr 20 Kilometer hinter der Front, in den Einsatzpausen lebte er im Wald in einem alten verlassenen Haus zusammen mit einem zugelaufenen Hund.
Am 23. November 2023 stellte Senzow ein Video auf Facebook ein, das ihn bei der Teilnahme an Schlacht um Awdijiwka zeigt.

## Ehrungen
- 2016 wurde Oleh Senzow der Taras-Schewtschenko-Preis verliehen.[36]
- Im September 2018 wurde er Ehrenbürger von Paris.[37]
- Am 25. Oktober 2018 wurde ihm der Sacharow-Preis für geistige Freiheit des Europäischen Parlaments zuerkannt.[38]

## Dokumentation
Der Dokumentarfilm The Trial: The State of Russia vs Oleg Sentsov von Regisseur Askold Kurov feierte seine Weltpremiere im Februar 2017 im Special der 67. Berlinale. Der Film widmet sich Senzows Leben und seinem Prozess in Russland.

## Filme
Kurzfilme
- 2008: A Perfect Day for Bananafish
- 2009: Das Horn von einem Stier

Spielfilme
- 2012: Gamer
- 2019: Die Zahlen
- 2021: Rhino

## Filme über Senzow
- WDR: Der Prozess: Der russische Staat gegen Oleg Senzov (16. März 2022)

## Veröffentlichungen
- Oleg Senzow: Leben. Geschichten. Mit einem Vorwort von Andrei Jurjewitsch Kurkow. Voland & Quist, Berlin, Dresden, Leipzig 2019, ISBN 978-3-86391-234-5
- Oleh Sencov: Rasskazy („Erzählungen“). Laurus, Kiew 2015, ISBN 978-966-2449-81-5
- Oleh Sencov: Kupit’ knyhu – vona smišna („Kauft das Buch, es ist lustig“). Folio, Charkiw 2016, ISBN 978-966-03-7601-4
- Oleh Senzow: Haft. Deutsche Erstausgabe, aus dem Russischen von Claudia Dathe. Voland & Quist, Berlin und Dresden [o. J. 2021], ISBN 978-3-86391-292-5. (das Buch wurde in die Liste der 100 Bücher, die helfen, die Ukraine zu verstehen, aufgenommen[40])